# Calci tartrate
Calci tartrat, chính xác hơn là calci L-tartrat, là sản phẩm phụ của ngành công nghiệp rượu vang.